# Quavas Kirk

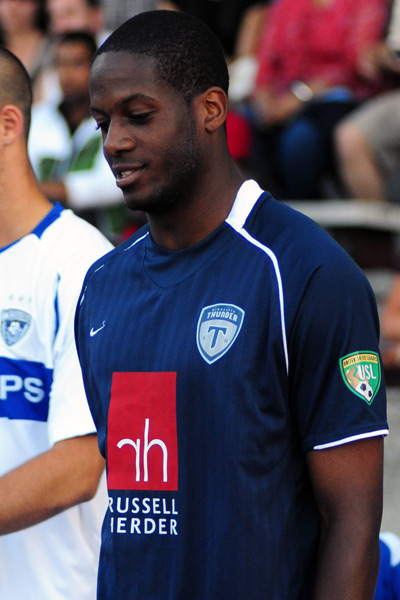
Quavas Kirk.

Quavas Kirk (nacido el 13 de abril de 1988 en Aurora, Illinois) es un futbolista estadounidense que actualmente juega para Los Ángeles Galaxy de la Major League Soccer.

## Trayectoria
| Período | Club               | Partidos (goles) |
| ------- | ------------------ | ---------------- |
| 2006-   | Los Ángeles Galaxy | 8 (0)            |

- Datos: Q1165233
- Multimedia: Quavas Kirk / Q1165233